# Комесанья, Хулио
Ху́лио Авели́но Комеса́нья Ло́пес (исп. Julio Avelino Comesaña López; род. 10 марта 1948, Монтевидео) — уругвайский и колумбийский футболист и футбольный тренер. Выступал на позиции полузащитника. Большая часть тренерской карьеры Комесаньи связана с Колумбией, при этом он несколько раз возглавлял «Хуниор» из Барранкильи, клуб, с которым он становился чемпионом как в качестве игрока, так и в качестве тренера. В 2018 году вывел «Хуниор» в первый в истории клуба финал международного турнира — Южноамериканского кубка.

## Биография

### Игровая карьера
Хулио Комесанья — воспитанник школы «Пеньяроля», но на профессиональном уровне он начал карьеру в 1967 году в другом клубе из Монтевидео — «Расинге». В 1969 году переехал в Аргентину, став игроком «Химнасии и Эсгримы» из Ла-Платы. В 1971 году играл за «Кимберли» (Мар-дель-Плата), который тогда выступал в высшем дивизионе чемпионата Аргентины, а именно в чемпионате Насьональ.
В 1972—1973 годах играл за колумбийские «Мильонариос» (Богота) и «Хуниор» (Барранкилья). С «Мильонариос» уругваец впервые стал чемпионом Колумбии. В 1974 году не очень успешно попытался вернуться в Аргентину, где за весь год провёл лишь четыре матча в составе «Феррокарриль Оэсте». С 1975 по 1979 год выступал за «Хуниор», с которым в 1977 году во второй раз выиграл чемпионат страны.
Комесанья отличался своим темпераментом как на поле, так и за его пределами. В 1976 году он избил одного из своих товарищей по команде. Во время выступлений в Колумбии Комесанья получил паспорт гражданина этой страны. Последние два сезона в игровой карьере он провёл в «Индепендьенте Медельине».

### Тренерская карьера
С 1982 по 1986 год Комесанья возглавлял в качестве главного тренера свою последнюю игровую команду — «Индепендьенте Медельин». В следующие четыре года работал с тремя командами — «Депортиво Кали», парагвайским «Гуарани» и уругвайским «Данубио». В 1991 году впервые возглавил «Хуниор». В следующем году работал в «Индепендьенте Медельине», но вскоре вернулся в «Хуниор», который привёл в 1993 году к титулу чемпиона Колумбии. В начале 1990-х годов вновь отметился скандальным поведением. Так, в 1991 году во время ссоры с Хавьером Феррейром тренер накинулся на игрока и стал его избивать. В октябре 1992 года Комесанья заработал 10-матчевую дисквалификацию и крупный денежный штраф за оскорбительные высказывания во время игры «Хуниора» и «Атлетико Насьоналя».
С 1995 по 2000 год сменил пять команд — «Санта-Фе», «Депортес Толиму», чилийскую «Унион Эспаньолу», а также в третий раз руководил как «Хуниором», так и «Индепендьенте Медельином».
В 2000-е годы дважды работал в «Хуниоре» (в 2000 и 2008—2009 годах), тренировал «Санта-Фе», эквадорскую «Депортиво Куэнку» и «Реал Картахену». Также в этом десятилетии Комесанья сумел вылечиться от рака предстательной железы. Приняв команду в 2008 году, не только сумел спасти «Хуниор» от вылета, но и вывести команду в финал Апертуры 2009, где барранкильцы уступили «Онсе Кальдасу».
В первой половине 2010-х годов работал в Колумбии с «Депортиво Перейрой», «Депортиво Кали», «Патриотас» и «Хуниором». Затем ненадолго вернулся в Уругвай, где тренировал «Суд Америку» и «Расинг». В 2017 году вновь тренировал «Хуниор», с которым выиграл Кубок Колумбии.
В 2018 году в очередной раз возглавил клуб из Барранкильи. Довёл «Хуниор» до финала Южноамериканского кубка — первого финала международных турниров в истории клуба.

### Титулы и достижения
В качестве игрока
- Чемпион Колумбии (2): 1972, 1977
- Обладатель Кубка Колумбии (1): 1981

В качестве тренера
- Чемпион Колумбии (1): 1993
- Обладатель Кубка Колумбии (1): 2017
- Финалист Южноамериканского кубка (1): 2018